# Bord Khūn-e Now
Bord Khūn-e Now (persiska: برد خون نو, بُرد خون) är en ort i Iran.   Den ligger i provinsen Bushehr, i den södra delen av landet, 800 km söder om huvudstaden Teheran. Bord Khūn-e Now ligger 18 meter över havet och antalet invånare är 4 300.
Terrängen runt Bord Khūn-e Now är platt åt nordväst, men åt sydost är den kuperad. Terrängen runt Bord Khūn-e Now sluttar västerut. Runt Bord Khūn-e Now är det glesbefolkat, med 17 invånare per kvadratkilometer. Bord Khūn-e Now är det största samhället i trakten. Trakten runt Bord Khūn-e Now är ofruktbar med lite eller ingen växtlighet.